# Julien Dulait
Julien Dulait (Gent, 28 mei 1855 - Montignies-le-Tilleul, 5 juni 1926) was een Belgisch industrieel en uitvinder.

## Biografie
Dulait was burgerlijk ingenieur mijnbouw en mede-oprichter van de firma Société Électricité et Hydraulique, waar hij manager was.
Hij ontwierp en verbeterde verschillende machines zoals de Dulait-regelaar en de pandynamometer, waarvan de firma kon meeprofiteren.
Zijn firma kon hierdoor op enkele grote orders rekenen, zoals de eerste Belgische elektriciteitscentrale te Charleroi, de verlichting van de stad Oostende en verschillende tramlijnen te België en Frankrijk. Hij verbeterde ook elektrische locomotieven, elektropompen, enz.
Hij hielp mee het probleem van het spoorverkeer op te lossen van de tangentiële trekkracht bij grote snelheid en lange afstand.
Hij richtte ook de Ateliers de constructions électriques de Charleroi (ACEC) op. Hij verkreeg in 1904 hiervoor de steun van Édouard Empain die zijn werkplaats uitbreidde.
Als laatste zorgde hij in 1883 mee voor de inrichting van de lessen elektriciteit aan de Industriële school van Charleroi..

## Trivia
- In Marcinelle is een straat naar hem genoemd.